# Puchar Polski (województwo małopolskie) w piłce nożnej mężczyzn (2021/2022)
W sezonie 2021/2022 Puchar Polski na szczeblu regionalnym w województwie małopolskim składał się z 4 rund, w których brali udział zwycięzcy każdego z 15 okręgów: Błyskawica Proszówki (OPP Bochnia), Okocimski KS Brzesko (OPP Brzesko), MKS Trzebinia (OPP Chrzanów), Glinik Gorlice (OPP Gorlice), LKS Niedźwiedź (OPP Kraków), Sokół Słopnice (OPP Limanowa), Jordan Sum Zakliczyn (OPP Myślenice), Poprad Muszyna (OPP Nowy Sącz), Piliczanka Pilica (OPP Olkusz), Strażak Rajsko (OPP Oświęcim), Podhale Nowy Targ (OPP Podhale), Metal Tarnów (OPP Tarnów), Orzeł Ryczów (OPP Wadowice), Nadwiślanka Nowe Brzesko (OPP Wieliczka), Bruk-Bet Termalica II Nieciecza (OPP Żabno) oraz obrońca tytułu - Wieczysta Kraków. Rozgrywki miały na celu wyłonienie zdobywcy Regionalnego Pucharu Polski w województwie małopolskim i uczestnictwo na szczeblu centralnym Pucharu Polski w sezonie 2022/2023.

## Uczestnicy
| III liga                          | IV liga | klasa okręgowa |
| --------------------------------- | --- | --- |
| - Podhale Nowy Targ - OPP Podhale | - Okocimsko KS Brzesko - OPP Brzesko - MKS Trzebinia - OPP Chrzanów - Glinik Gorlice - OPP Gorlice - Sokół Słopnice - OPP Limanowa - Poprad Muszyna - OPP Nowy Sącz - Metal Tarnów - OPP Tarnów - Orzeł Ryczów - OPP Wadowice - Bruk-Bet Termalica II Nieciecza - OPP Żabno - Wieczysta Kraków - obrońca tytułu | - Błyskawica Proszówki - OPP Bochnia - LKS Niedźwiedź - OPP Kraków - Jordan Sum Zakliczyn - OPP Myślenice - Piliczanka Pilica - OPP Olkusz - Strażak Rajsko - OPP Oświęcim - Nadwiślanka Nowe Brzesko - OPP Wieliczka |

## 1/8 finału
Pary 1/8 finału, podobnie jak następnych rund, rozlosowano 24 stycznia 2022 roku, natomiast mecze odbyły się 13 i 20 kwietnia tegoż roku.
| 13 kwietnia 2022 | Nadwiślanka Nowe Brzesko                                           | 3:1   | Strażak Rajsko      |  |
| 16:30            | 44' Kamil Moskal · 78' Mateusz Waryłkiewicz · 83' Krzysztof Zawora | (1:1) | 27' Bartłomiej Mika |  |

| 13 kwietnia 2022 | LKS Niedźwiedź | 0:10  | Podhale Nowy Targ |  |
| 16:30            |                | (0:5) | 10', 34' Damian Lepiarz · 12' Piotr Pierzchała · 30', 36', 46' Dawid Flaszka · 66' Oliver Janso · 72', 80', 86' Wojciech Wydra |  |

| 13 kwietnia 2022 | Sokół Słopnice                                                       | 5:5 k. 1:3    | Bruk-Bet Termalica II Nieciecza                                                                              |  |
| 16:30            | 4' Sławomir Porębski · 15', 27', 89' Dominik Pach · 42' Patryk Nowak | (4:1, k. 1:3) | 42' Mateusz Lusiusz · 56' Adam Krasiński · 78' Patryk Pikul · 84' Krzysztof Wrzosek · 90' Tomasz Matuszewski |  |

| 13 kwietnia 2022 | Piliczanka Pilica | 0:2   | Błyskawica Proszówki                  |  |
| 16:30            |                   | (0:1) | 25' Piotr Filipek · 76' Damian Cabała |  |

| 13 kwietnia 2022 | Metal Tarnów | 0:3 (wo.) | Poprad Muszyna |  |
| 16:30            |              |           |                |  |

| 13 kwietnia 2022 | Wieczysta Kraków | 8:0   | Okocimski KS Brzesko |  |
| 16:30            | 15', 68' Patrik Mišák · 43', 57' Maciej Jankowski · 58' Seweryn Michalski · 79', 84' Dawid Linca · 82' Adrian Frańczak | (2:0) |                      |  |

| 13 kwietnia 2022 | Jordan Sum Zakliczyn | 0:6   | Orzeł Ryczów                                                                                       |  |
| 16:30            |                      | (0:5) | 22', 27', 38' Przemysław Porębski · 31' Tomasz Ciećko · 43' Mateusz Lampart · 89' Bartłomiej Biela |  |

| 20 kwietnia 2022 | MKS Trzebinia                                        | 4:1   | Glinik Gorlice     |  |
| 17:00            | 37' Maciej Kalinowski · 45', 54', 64' Michał Kowalik | (2:1) | 13' Jakub Dziedzic |  |

## 1/4 finału
Pary 1/4 finału rozlosowano 24 stycznia 2022 roku, natomiast mecze rozegrano 11 maja tegoż roku.
| 11 maja 2022 | Orzeł Ryczów    | 1:2 (pd.) | Podhale Nowy Targ                            |  |
| 17:30        | 55' Patryk Kura | (0:0)     | 61' Patryk Kapuściński · 97' Adrian Rakowski |  |

| 11 maja 2022 | Wieczysta Kraków                                                        | 4:4 k. 4:3    | Poprad Muszyna                                                 |  |
| 17:30        | 24' Sławomir Peszko · 26', 58' Maciej Jankowski · 67' Maksymilian Hebel | (2:1, k. 4:3) | 41' Dawid Dyląg · 56' Tomasz Bomba · 69', 77' Sylwester Tokarz |  |

| 11 maja 2022 | MKS Trzebinia       | 1:3   | Bruk-Bet Termalica II Nieciecza              |  |
| 17:30        | 20' Łukasz Sochacki | (1:2) | 5' Krzysztof Wrzosek · 24', 50' Patryk Pikul |  |

| 11 maja 2022 | Nadwiślanka Nowe Brzesko | 0:2   | Błyskawica Proszówki                    |  |
| 17:30        |                          | (0:1) | 18' Krzysztof Styrna · 89' Adrian Janas |  |

## 1/2 finału
Pary półfinałowe rozlosowano 24 stycznia 2022 roku, natomiast mecze rozegrano 17 i 25 maja tegoż roku.
| 17 maja 2022 | Bruk-Bet Termalica II Nieciecza                 | 2:1   | Błyskawica Proszówki |  |
| 17:30        | 4' Tomasz Matuszewski · 18' Vlastimir Jovanović | (2:0) | 80' Damian Cabała    |  |

| 25 maja 2022 | Wieczysta Kraków                                                                               | 6:2   | Podhale Nowy Targ                  |  |
| 17:30        | 2', 70' Radosław Majewski · 8', 47' Patryk Kołodziej · 54' Maciej Jankowski · 72' Patrik Mišák | (2:2) | 12' Olaf Nowak · 29' Juliusz Molis |  |

## Finał
Finał rozegrany miał zostać pierwotnie 22 czerwca 2022 roku, jednak został rozegrany 2 tygodnie wcześniej. W nim Wieczysta Kraków pokonała rezerwy Bruk-Betu Termalica Nieciecza 2:1, broniąc tytuł zdobywcy Regionalnego Pucharu Polski w woj. małopolskim, dzięki czemu awansowała na szczebel centralny Pucharu Polski w sezonie 2022/23.
| 8 czerwca 2022 | Wieczysta Kraków                           | 2:1   | Bruk-Bet Termalica II Nieciecza |  |
| 17:00          | 46' Maciej Jankowski · 74' Sławomir Peszko | (1:0) | 84' Patryk Pikul                |  |